# 绿区 (电影)
是一部於2010年上映的美国戰爭動作政治驚悚電影，由保罗·格林格拉斯執導，環球影業發行。主演包括马特·达蒙、艾米·莱安、格雷戈·金尼爾及布蘭頓·葛利森。
故事以伊拉克战争为背景，內容取材自拉吉夫·查卓拉斯卡朗2006年的非小說書籍《翡翠城的帝國生活》（Imperial Life in the Emerald City，在中国出版时改名为《绿色区域》，描繪了在巴格达綠區的生活）。
電影2010年3月12日在美國上映，票房失利。

## 劇情
2003年，美國陸軍第85步兵師准尉洛伊·米勒（麥特·戴蒙飾演）以及他率領的勘察小組被指揮部派去據信位於伊拉克沙漠中，儲藏著大規模毀滅性武器的軍火庫。他們根據司令部提供的情報，前往一個一個充滿陷阱的危險地點，尋找致命的化學武器，但不是早已廢棄多年的廢墟就是誤報。在一次簡報會議時米勒准尉向上級質疑情報源的正確性卻被罵了一頓，會議結束後遇到一位長期研究當地情勢的CIA國家秘密行動處指揮官向他表達了同樣的疑慮，該名幹員在選擇新政權領導人的會議上與其他官員發生歧見。在進行挖掘工作時，一名伊拉克線民向他密報稱，代號黑桃J的伊布拉希姆·艾哈邁德將軍正跟一群人在附近的民宅中開會，米勒的小隊在行動中逮補了一名伊拉克人及查扣到一本手冊，沒想到特種部隊突然介入，搶走了俘虜並將他送到一處黑牢加以審問，希望能夠找到艾哈邁德將軍，米勒對上級的態度感到事有蹊俏，便與CIA指揮官和暗中調查，米勒准尉也請了那個提供美國軍人情報的線民當翻譯。
最後與艾哈邁德將軍面對面交談，才得知所謂的生化武器在多年前就已經被銷毀，而艾哈邁德將軍早已將這些情報交給了一名美國國務院官員，但該名官員為了實現個人的理想偽造了調查報告以及艾哈邁德將軍所提供的情報、並利用了一名記者散佈謠言以追求言論支持，發動了美伊戰爭。艾哈邁德將軍的行蹤還是被發現，特種部隊開始圍捕，艾哈邁德將軍在逃亡過程中被在薩達姆·海珊時代被壓迫的伊拉克線民翻譯射殺。
劇終時，該名美國國防部官員克拉克·潘斯東一手策畫的政治談判會議陷入一片爭論，推舉的人選無法得到各方勢力的認同，伊拉克依舊一片混亂。米勒把真相打成文字寄信給各大媒體，將政府的陰謀公諸於世，希望能喚醒公民自覺。

## 演員
- 麥特·戴蒙飾演美國陸軍第85步兵師准尉排長洛伊·米勒[3]
- 艾米·莱安飾演華爾街日報戰地記者勞里戴恩[3]
- 布蘭頓·葛利森飾演美國中央情報局國家秘密行動處指揮官馬丁·布朗
- 格雷戈·金尼爾飾演美國國防部國防情報局國防秘密行動處指揮官克拉克·潘斯東
- 傑森·艾塞克飾演美國陸軍三角洲第1特種部隊D作戰分隊的少校隊長布里格斯，小隊代號；先鋒6號

## 評價
爛番茄新鮮度53%，基於180條評論，平均分為5.9/10，而在Metacritic上得到63分，代表「普遍好評」，口碑一般。

## 原聲帶
《關鍵指令》的電影配樂由作曲家約翰·包威爾製作。原聲帶於2010年3月9日由Varèse Sarabande發行。
| 曲序     | 曲目                    | 时长  |
| -------- | ----------------------- | ----- |
| 1.       | Opening Book            | 2:32  |
| 2.       | 1st WMD Raid            | 2:39  |
| 3.       | Traffic Jam             | 2:59  |
| 4.       | Meeting Raid            | 4:33  |
| 5.       | Helicopter/Freddy Runs  | 2:43  |
| 6.       | Questions               | 3:25  |
| 7.       | Miller Googles          | 1:55  |
| 8.       | Truth/Magellan/Attack   | 3:50  |
| 9.       | Mobilize / Find Al Rawi | 5:17  |
| 10.      | Evac Preps Part 1       | 8:36  |
| 11.      | Evac Preps Part 2       | 3:24  |
| 12.      | Attack and Chase        | 5:26  |
| 13.      | WTF                     | 1:16  |
| 14.      | Chaos/Email             | 4:17  |
| 总时长： | 总时长：                | 52:41 |

## 外部連結
- 官方网站
- 互联网电影数据库（IMDb）上《绿区》的资料（英文）
- AllMovie上《绿区》的资料（英文）
- 豆瓣电影上《绿区》的資料 （简体中文）
- Box Office Mojo上《绿区》的資料（英文）
- 爛番茄上《绿区》的資料（英文）
- Metacritic上《绿区》的資料（英文）